# Stazione di Saint-Pierre-d'Albigny
La stazione di Saint-Pierre-d'Albigny (in francese Gare de Saint-Pierre-d'Albigny) è la principale stazione ferroviaria di Saint-Pierre-d'Albigny, Francia.